# المغالطات المنطقية (كتاب)
المغالطات المنطقية: فصول في المنطق غير الصوري هو كتاب من تأليف الدكتور عادل مصطفى، وصدر عن المجلس الأعلى للثقافة، وهو كتاب يشمل موضوع المنطق غير الصوري والمغالطات المنطقية غير الصورية.

## سبب تأليف الكتاب
دفع المؤلف إلى كتابة هذه الفصول ما يشاهده كل يوم في الفضائيات التلفزيونية ووسائل الإعلام الأخرى من أغلاط أساسية في منطق الحوار والجدل، بطريقة تجعل المناقشات غير مجدية من الأصل، وتجعلها عقيمة أو مجهضة منذ البداية، وبذلك كان لابد من لفت نظر بالقارئ إلى أصول الحوار المثمر، وقواعد الجدل الصحيح، التي أصبحت مبحثاٌ قائماٌ بذاته هو المنطق غير الصوري أو المنطق العملي.
وضرب د. عادل مثالاً في بداية الكتاب قائلا:"عندما يقف محامٍ أمام هيئة المحكمة قائلاً: إن ـ المتهم بالقتل ـ عفيف اللسان طاهر اليد، يكون قد وقع في فخ المغالطات المنطقية، لأن دفاعه بهذه العبارات الرنانة لا يدفع التهمة عن المتهم ـ في حالة أنه ثبت فعلاً تورطه في القتل.

## قائمة المغالطات الواردة في الكتاب
هذه جملة المغالطات الواردة بكتاب المغالطات المنطقية:
- المصادرة على مطلوب
- الاستدلال الدائري
- مغالطة المنشأ
- التعميم المتسرع
- النصوع المضلل
- تجاهل المطلوب
- الرنجة الحمراء
- الحجة الشخصية
  - قدح شخصي
  - مغالطة أنت أيضا
  - تسميم البئر
  - التعريض بالظروف الشخصية
- الاحتكام إلى السلطة
- مناشدة الشفقة
- الاحتكام إلى عامة الناس
  - عربة الموسيقي
  - التأسي بالنخبة
  - التلويح بالعلم
- الاحتكام إلى القوة
- الاحتكام إلي النتائج
- الألفاظ المشحونة
- المنحدر الزلق
- الاحراج الزائف
- السبب الزائف
  - الاتجاه الخاطئ
  - اغفال سبب مشترك
- المغالطة البَعدية
- السؤال المشحون
- التفكير لتشبيهي أو الأنالوجي الزائف
- مهاجمة رجل القش
- مغالطة التشيي
- التفكير التشبيهي
- انحياز التأييد
- غفال المقيدات
- العرض المباشر
- العرض المعكوس
- الالتباس
  - النبرة
  - اشتراك اللفظ الالتباس المعجمي
  - التباس المبني/اشتراك التركيب
- التركيب والتقسيم
- إثبات التالي
- انكار المقَدَم
- ذنب بالتداعي
- الاحتكام إلي الجهل
- سرير بروكرست
- المقامر
- المظهر فوق الجوهر

## وصلات خارجية
- المغالطات المنطقية: فصول في المنطق غير الصوري على موقع مؤسسة هنداوي للتعليم والثقافة